# Proceso fonológico ts-ch
En fonología, el proceso fonológico ts-ch es la combinación de la africada alveolar sorda /ts/ y la africada postalveolar sorda /tʃ/.
En ruso, es la mixtura de las consonantes formadas por las letras che (ч) y tse (ц). Si el cambio es hacia tse se llama tsokanie (en ruso: цоканье); y si el cambio es hacia che se llama chokanie ( en ruso: чоканье). 
Es un cambio fonético regular del bajo sorabo, pero no del alto sorabo, como se ve en la diferencia entre cas del bajo sorabo y čas del alto sorabo, ambos significan 'tiempo'. 
En polaco, la asociación /t͡ʃ/ → /t͡s/ es parte de una característica dialectal más general llamada mazurzenie (mazuración), presente en muchos dialectos polacos, pero que lleva el nombre del dialecto mazoviano. 
Además, ocurre en algunas áreas del dialecto chakaviano del serbocroata, conocido como tsakavismo .
La característica sabesdiker losn del yiddish nororiental incluye la fusión /tʃ/ → /ts/.
Las personas que hablan griego pueden fusionar /t͡ʃ/ (y /d͡ʒ/) en /t͡s/ (y /d͡z/) cuando habla idiomas extranjeros que contienen esos sonidos.